# 비용 효과 분석
비용효과 분석(費用效果分析, 영어: cost-effectiveness analysis, CEA)은 서로 다른 행동 코스의 상대적 비용과 효과를 비교하는 경제 분석의 한 형태다. 비용-효과 분석은 효과 측정에 금전적 가치를 부여하는 비용-편익 분석과 구별된다. 비용 효과 분석은 보건 서비스 분야에서 자주 사용되는데, 이 경우 보건 효과를 수익화하는 것이 부적절할 수 있다. 일반적으로 분모가 측정치의 건강 이득이며, 분자가 건강 이득과 관련된 비용인 비율로 표현된다. 가장 일반적으로 사용되는 결과 측정은 품질 조정 수명(QALY)이 이에 해당된다.
비용-유틸리티 분석은 비용-효과 분석과 유사하다. 비용 효과 분석은 종종 4 사분원, 한 축에 표시된 비용 및 다른 축의 효과로 구성된 평면에서 시각화된다. 비용-효과 분석은 결과의 평균 수준을 극대화하는 데 초점을 맞추고, 분배 비용-효과 분석은 결과의 평균 수준과 결과의 분포에 대한 우려를 통합하기 위해 CEA의 핵심 방법을 확장하고, 자본과 효율성 사이의 균형을 만들기 위해 이러한 보다 정교한 방법들은 미립자를 포함한다. 건강 불평등을 해결하기 위한 중재안을 분석할 때 관심을 준다

## 같이 보기
- 비용 편익 분석(CBA)
- 가격대비성능(가성비)
- 효율